# Taebaek-san
Taebaek-san lub T’aebaek-san (kor. hangul 태백산, hancha 太白山) – szczyt w paśmie Taebaek o wysokości 1567 m n.p.m. Leży we wschodniej części Korei Południowej w łańcuchu górskim Taebaek. 
Szczyt znajduje się na terenie Parku Narodowego Taebaek-san. Na jego obszarze znajdują się świątynie buddyjskie. W okresie zimowym odbywa się Festiwal Śniegu.